# Вертикальный джеркер
Вертикальный дже́ркер (от англ. Upright jerker, дословно — вертикальный рывок) — исторический способ осуществления смертной казни, применявшийся в США в период XIX—XX веков. Целью данного метода являлось быстрое умерщвление осуждённого посредством перелома шейных позвонков. Патент США на оборудование, использовавшееся для данного вида смертной казни, за номером 541409 был получен 18 июня 1895 года надзирателем тюрьмы штата Коннектикут в Уэзерсфилде.
Как и при повешении, шея осуждённого помещалась в петлю, но вместо того, чтобы как на обычной виселице сбросить осуждённого через открывающийся люк в полу, верёвка при помощи системы блоков и грузов резко вздёргивалась вверх. 
Данный тип казни применялся в нескольких штатах США, в том числе в Коннектикуте, где таким образом среди прочих был казнён «Граф Грамерси Парка», печально известный бандит и убийца Джеральд Чепмен.
Вертикальный джеркер был задуман в качестве более гуманной альтернативы повешению, но широкого распространения не получил, поскольку никогда не был достаточно эффективным для того, чтобы гарантированно сломать шею осуждённого, и к 1930-м годам был выведен из эксплуатации, уступив место электрическому стулу.